# Lasioglossum indistinctum
Lasioglossum indistinctum är en biart som först beskrevs av Crawford 1906.  Lasioglossum indistinctum ingår i släktet smalbin, och familjen vägbin. Inga underarter finns listade i Catalogue of Life.